# Shunsuke Mori
Shunsuke Mori (森 俊介 Mori Shunsuke?), född 4 oktober 1994 i Hyōgo prefektur, är en japansk fotbollsspelare.
Mori började sin karriär 2017 i Albirex Niigata. 2018 blev han utlånad till Tokyo Verdy. Han gick tillbaka till Albirex Niigata 2019.